# Боса, Франсиско
Франсиско Боса Дибос (исп. Francisco Boza Dibos; род. 19 сентября 1964 года, Лима) — перуанский стрелок, выступающий в дисциплинах трап и дубль-трап, серебряный призёр Олимпийских игр 1984 года в Лос-Анджелесе. Участник восьми Олимпийских игр.

## Карьера
Франсиско Боса начал заниматься стендовой стрельбой в 1978 году под руководством своего отца Карлоса.
Уже через два года, после начала стрелковой карьеры перуанец попал в состав олимпийской сборной. В Москве пятнадцатилетний Боса выступал в трапе и занял 32-е место, опередив только двух спортсменов из Зимбабве и Иордании.
Через четыре года, в Лос-Анджелесе перуанец достаточно неожиданно стал серебряным призёром в трапе, принеся своей стране вторую в истории олимпийскую медаль. При этом Боса был близок к победе: вместе с действующем чемпионом итальянцем Джованетти и американцем Карлайлом он набрал 192 балла. Судьба золота решилась в перестрелке, где Джованетти допустил лишь одну ошибку, набрав 24 очка, а перуанец промахнулся дважды, но смог обойти Карлайла, который не разбил три мишени.
В 1988 году в Сеуле Боса вновь был близок к наградам в трапе. В финале он участвовал в перестрелке за 3-5 места, опередив голландца Беана ван Лимбека, но уступив бельгийцу Франсу Петерсу (15-16).
В дальнейшем Боса принял участие ещё в 4 Олимпиадах (1992—2004), на которых ни разу не выходил в финал. С семью Олимпиадами перуанец стал рекордсменом Южной Америки по количеству участий в Олимпиадах.
В 2016 году Боса вернулся на Олимпийские игры после 12-летнего перерыва. Франсиско нёс флаг Перу на церемонии открытия в Рио и выступил в трапе (28-е место).
Младший брат Франсиско Эстебан (род. 1966) также занимался стендовой стрельбой и дважды участвовал в олимпийских соревнованиях по скиту (1984 и 1996), но успехов не добился.

## Статистика выступления на Олимпийских играх
| Игры                | Дисциплина | Результат | Место |
| ------------------- | ---------- | --------- | ----- |
| 1980 Москва         | Трап       | 169       | 32    |
| 1984 Лос-Анджелес   | Трап       | 192+23    | 2     |
| 1988 Сеул           | Трап       | 195+24+15 | 4     |
| 1992 Барселона      | Трап       | 141       | 25    |
| 1996 Атланта        | Трап       | 114       | 49    |
| 1996 Атланта        | Дубль-трап | 135       | 12    |
| 2000 Сидней         | Трап       | 108       | 26    |
| 2004 Афины          | Трап       | 117       | 7     |
| 2004 Афины          | Дубль-трап | 121       | 24    |
| 2016 Рио-де-Жанейро | Трап       | 109       | 28    |